# Беспалова Раїса Макарівна
Раїса Макарівна Беспалова, у шлюбі Єремєєва (нар. 21 січня 1925, Курилово — пом. 8 грудня 1993, Саранськ) — радянська оперна співачка (мецо-сопрано), педагогиня, народна артистка РРФСР.

## Життєпис
Раїса Беспалова народилася 21 січня 1925 року в селі Курилово Саранського повіту (нині — в Ромодановський район, Мордовія) в селянській родині. Ерзянка за національністю. Брала участь у роботі драматичного гуртка.
У 1944—1949 роках навчалася в Мордовській національній оперній студії при Саратовській консерваторії імені Л. Собінова, потім до 1952 року — у Саратовській консерваторії.
З серпня 1952 року була солісткою Мордовського ансамблю пісні і танцю «Умаріна». З 1959 року була солісткою Державного музично-драматичного театру Мордовської АРСР (з 1969 року — Театр музичної комедії, зараз Музичний театр імені В. М. Яушева). Однак у 1973 році була змушена піти з театру.
У 1973—1989 роках працювала педагогинею в Саранському музичному училищі імені Л. П. Кирюкова.
Обиралася депутаткою Саранської міськради (1957 рік) і Ради Національностей Верховної Ради СРСР (1962 рік).
Померла 8 грудня 1993 року в Саранську.

## Родина
- Батько — Макар Хомич Беспалов, ерзянин, грав на балалайці, любив співати.
- Мати — Крестинія Силантіївна Хлопотова.
- Чоловік — співак (тенор) Дмитро Іванович Єремєєв (1927—2006), заслужений артист Російської РФСР[1], народний артист Мордовської АРСР.

## Нагороди та премії
- Орден «Знак Пошани» (1960).
- Народна артистка Мордовської АРСР (1964).
- Заслужена артистка РРФСР (7.02.1966)[2].
- Народна артистка РРФСР (12.06.1970).
- медалі.

## Арії в операх
- «Пікова дама» П. Чайковського — Поліна
- «Кармен» Ж. Бізе — Кармен
- «Чіо-Чіо-сан» Дж. Пуччіні — Сузукі
- «Літова» Л. П. Кирюкова — Літова і Варда
- «Сільва» В. Кальмана — Сільва
- «Маріца» В. Кальмана — Маріца
- «Для Лакми» Л. Деліба — Маліка
- «Євгеній Онєгін» П. Чайковського — Ольга
- «Весела вдова» Ф. Легара — Ганна
- «Нормальня» Л. Кирюкова — Важяй
- «Циганський барон» В. Штрауса — Чипра
- «Севастопольський вальс» К. Листова — Ніна
- «Вільний вітер» В. Дунаєвського — Клементина
- «Русалка» А. Даргомижського — Княгиня
- «В бурю» Т. Хреннікова — Аксінья
- «Наречена грому» К. Акімова і Ф. Атяніна — Цариця Хмара